# Christian Frederik Knuth til Lilliendal
 Der er flere personer med dette navn, se Christian Frederik Knuth.
Christian Frederik greve Knuth (22. marts 1788 i København – 24. november 1852 på Lilliendal) var en dansk godsejer, far til Adam Knuth.
Han var søn af baron Adam Christopher Knuth til Christiansdal og Sophia Magdalena født komtesse Moltke og ejede til det for Baroniet Christiansdal substituerede fideikommisgods Lilliendahl. Han var hofjægermester. 
25. november 1819 ægtede han i Neudorf Louise Charlotte von Buchwaldt (21. juli 1801 på Neudorf – 28. november 1884 i København), datter af Wolf von Buchwaldt (1764-1820) og Benedicte Charlotte von Blome (1772-1802).